# Opsilia coerulescens coerulescens
Opsilia coerulescens coerulescens é uma subespécie de insetos coleópteros polífagos pertencente à família Cerambycidae.
A autoridade científica da subespécie é Scopoli, tendo sido descrita no ano de 1763.
Trata-se de uma subespécie presente no território português.